# Ratolí marsupial de Youngson
El ratolí marsupial de Youngson (Sminthopsis youngsoni) és un petit marsupial carnívor australià de la família dels dasiúrids. És una espècie estesa i bastant comuna, que viu a moltes àrees desèrtiques d'Austràlia Occidental, el Territori del Nord i Queensland.
Es distingeix del ratolí marsupial de peus peluts, al qual s'assembla molt, per la seva mida més petita i les seves soles menys peludes.